# Béla Bartók
Béla Viktor János Bartók (Nagyszentmiklós, 25. ožujka 1881. – New York, 26. rujna 1945.), mađarski skladatelj.

## Mladost
Prvu glazbenu poduku iz klavira dobio je od majke, a već s deset godina prvi put je javno nastupio kao pijanist. Na Glazbenoj akademiji u Budimpešti studirao je skladanje i klavir, te se razvio u izvanrednog virtuoza na klaviru. Na koncertima je često svirao sa svojom suprugom, pijanisticom Dittom Paszthory. Prvi značajniji uspjeh doživio je izvedbom baleta-pantomime Drveni princ, te izvedbom opere Dvorac Modrobradog. 

## Emigracija i djela
Godine 1940. emigrirao je u SAD. Uoči odlaska nastalo je djelo Divertimento. Zbog prizvuka mađarskih melodija i dirljive tuge središnjeg stavka mnogi ovo djelo smatraju Bartókovim oproštajem od domovine. Bartók je bio veliki protivnik nacizma, pa je prilikom emigracije u SAD putovao preko Sibira, kako bi izbjegao prolaz kroz nacističke zemlje.
U SAD-u mu je povjerena znanstvena obrada zbirke snimaka narodnih melodija. Skupljao je i proučavao narodnu glazbu, osobito mađarsku, te zabilježio više od 10.000 izvornih narodnih melodija. Ubraja se među začetnike tzv. nove glazbe 20. stoljeća.
Njegova ekspresionistička djela su u javnosti nailazila na priličan otpor. Sam Bartók se nikada nije navikao na život u SAD - u. Publika je slabo marila za njegova djela, bio je bolestan, u oskudici i zaboravljen. Tek je godinu dana prije Bartókove smrti izvedba Koncerta za orkestar, koji je skladao u bolnici, postigla veliki uspjeh. 
Umro je u New Yorku, 26. rujna 1945. godine od leukemije (prvi simptomi su se javili 1940.), a veliku svjetsku slavu njegova su djela postigla tek nakon skladateljeve smrti. Pokopan je na groblju u New Yorku, a u ljeto 1988., posljednje godine komunističke Mađarske, ostaci su mu prebačeni na groblje u Budimpešti.
Ostala djela su mu: 
- Sonata za solo violinu;
- Treći klavirski koncert;
- Rumunjski plesovi

## Zanimljivosti
Postoje informacije o možebitnom hrvatskom (bunjevačkom) podrijetlu Bélu Bartóka. Hrvatski korijeni, po tim tezama mu dolaze po baki, očevoj majci, rodom iz Subotice.